# بورغس أوينز
بورغس أوينز (بالإنجليزية: Burgess Owens)‏ هو مؤرخ أمريكي، ولد في 2 أغسطس 1951 في كولومبوس في الولايات المتحدة.

## وصلات خارجية
- بورغس أوينز على موقع مرجع كرة القدم المحترفة.كوم (الإنجليزية)
- بورغس أوينز على موقع مرجع كرة القدم المحترفة.كوم (الإنجليزية)